# Українці Єгипту
Українці Єгипту — люди з українським громадянством або національністю, які перебувають на території Єгипту. Задля збереження рідної мови та культури створено громадські організації, що співпрацюють з Посольством України в Єгипті.

## Історія
На думку дослідників першими українцями, що бували в Єгипті та певний час там мешкали, були прочани з Великого князівства Київського та Галицько-Волинського князівства, які відвідували священні християнські міста Єгипту, насамперед монастир Св. Катерини на Синайському півострові. З постанням османської імперії, якій з початку XVI ст. належав Єгипет, сюди прибували групи українських рабів, захоплених під час нападів на землі Великого князівства Литовського, згодом Речі Посполитої. Втім відслідкувати чисельність та географічний розподіл українців практично неможливо.
З часу постання напівнезалежного Єгипту під орудою хедивів, сюди стали час від часу прибувати подорожуючі, зокрема представники знаті, інтелігенції з України (тоді частина Російської імперії). Серед них був український науковець та дослідник Єгор Ковалевський, що протягом 1847—1848 років здійснював географічні та геологічні розвідки, шукав поклади золота. Леся Українка якийсь час жила й лікувалася в Єгипті та присвятила йому деякі вірші.
Деяка міграція до Єгипту почалася вже за часів СРСР, тривалим союзником якого був Єгипет, коли жінки, що одружилися з єгипетськими студентами, перебиралися на їх батьківщину. Тому певний проміжок часу своєрідна українська діаспора до 1990-х складалася з жінок, а до 1960-х років — з українських військових та цивільних фахівців, що мешкали тут з родинами.
Втім, фактична міграція українців до Єгипту почалася з розпадом СРСР та постанням незалежної України. Більшість тих, хто переїхали, шукали гідної праці та оплати. Значний відсоток становлять тимчасові робітники, особливо з піднесенням туристичної індустрії Єгипту. З початку 2000-х років окремі туристичні поїздки до цієї країни перетворилися на сезонну хвилю.
За орієнтовними підрахунками, на території Арабської Республіки Єгипет проживають, працюють, навчаються 4000 громадян України. Станом на 1 січня 2017 року на консульському обліку Посольства України в Арабській Республіці Єгипет перебували 85 громадян України. За робочою інформацією, протягом 2016 року Єгипет відвідало близько 250 000 українських громадян, переважно туристів, що становить найбільший відсоток з країн Східної Європи. Українська діаспора розташована переважно в Каїрі, Олександрії та Хургаді.

## Громадські організації
Найбільшою активністю відзначається українська громада Каїра, активістками якої є жінки, однією з лідерів — Наталія Валяєва. Щорічно за ініціативою активісток української громади та за сприяння Посольства проводяться заходи з відзначення річниці Незалежності України, різних видатних подій в історії України, Дня народження Тараса Шевченка, зустрічі Нового року, Міжнародного жіночого дня, Дня вишиванки тощо. Також під час проведення в Україні виборів Президента України та до Верховної Ради України громадяни України залучаються до роботи у дільничній виборчій комісії. З нагоди 30-річчя аварії на Чорнобильській АЕС створено презентацію. Основною метою громади є заснування Українського культурного центру за допомогою меценатів, пошуком яких займаються. З початком російської агресії в Криму та на Донбасі українська громада Каїра встановила контакти з благодійною організацією «Допомога військовим Обухівщини», яким надає посильну поміч.
Тривалий час у Хургаді не існувало власної спілки внаслідок інтегрованості українців до російськомовної громади міста, до якої також входять білоруси. Лише з початком Російської агресії в Криму та на Донбасі ініціативна група у 2015 році створила невеличку організацію. 2016 року представники української громади в Єгипті, а також українських компаній, що працюють в Арабській Республіці, та співробітники посольства в Каїрі взяли участь у відзначенні Міжнародного жіночого дня, дня народження Т. Г. Шевченка й Масляної.
30 липня 2016 представники української громади на телевізійному каналі «Ніл культурний» (Єгипет) брали участь у програмі, присвяченій культурі України.

## Освіта
Представники української діаспори опрацьовують питання з Посольством України в Єгипті щодо започаткування діяльності в приміщенні дипустанови суботньої школи для дітей молодшого шкільного віку. Втім на 2017 рік її не відкрито.